# Filmfesztivál
A filmfesztiválok szervezett, hosszabb időn át tartó filmbemutatók egy vagy több moziban vagy vetítési helyszínen, általában egy városban megrendezve. A bemutatott filmek általában napjaink produkciói, illetve az egyes fesztiválok témájától függően lehetnek nemzetközi vagy a fesztivált rendező nemzet filmiparának hazai művei. A fesztiválok koncentrálhatnak egy meghatározott filmkészítőre, műfajra (pl. film noir) vagy meghatározott tartalomra (pl. meleg filmek fesztiválja). Számos rendezvény specializálódik rövidfilmekre, melyek hossza maximálva van. A filmfesztiválok általában évente megrendezésre kerülő események.

## Történelem

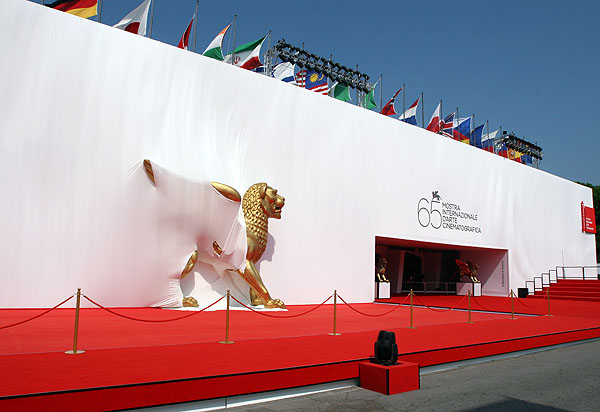
A 2008-as Velencei Nemzetközi Filmfesztivál bejárata

Az első fontosabb filmfesztivált Velencében tartották 1932-ben Velencei Nemzetközi Filmfesztivál elnevezéssel. A világ jelentős filmfesztiváljai: Berlini Nemzetközi Filmfesztivál, Edinburgh Nemzetközi Filmfesztivál, Cannes-i fesztivál, Moszkvai Nemzetközi Filmfesztivál és a Karlovy Vary-i Nemzetközi Filmfesztivál.
Az Edinburgh Nemzetközi Filmfesztivált 1947-ben alapították az Egyesült Királyságban, ez a világ legrégebb óta folyamatosan futó filmfesztiválja. A szintén Egyesült Királyságbeli Raindance Filmfesztivál a független filmkészítés legnagyobb ünnepsége, melyet minden év októberében rendeznek Londonban.
Az első észak-amerikai filmfesztivál a The Chris Awards néven is ismert Columbus Nemzetközi film és videó fesztivál, melyet 1953-ban tartottak. A San Franciscó-i Film Arts Foundation szerint ez a díjátadó rendezvény a dokumentum, oktatási és üzleti célú filmek egyik legrangosabb megmérettetése az Egyesült Államokban, mely Észak-Amerikában a legrégebbi ilyen rendezvény.
Ezt követte négy évvel később a San Francisco Nemzetközi Filmfesztivál 1957 márciusában, mely a mozifilmek drámai műfajára koncentrál. Ennek a rendezvénynek fontos szerepe van külföldi filmek amerikai közönségnek való bemutatásában. A fesztivál alapító évében olyan műveket mutattak be, mint Kuroszava Akira Véres trón és  Satyajit Ray Az út éneke című filmjei.
Napjainkra már több ezer filmfesztivál kerül megrendezésre a világon a nagy ismertségű fesztiváloktól az olyan témafesztiválokig, mint például a Terror Film Fesztivál Philadelphiában.

## A-kategóriás fesztiválok
A-kategóriás fesztiválok azok a nagyjátékfilmek versenyét biztosító legjelentősebb nemzetközi filmfesztiválok, amelyeket a Filmproducerek Nemzetközi Szövetsége (FIAPF) akkreditált.
2018-ban a következő filmfesztiválok kaptak A-kategóriás minősítést:
| Hely          | Név                                          | Alapítás | Időpont                | Fődíj              |
| ------------- | -------------------------------------------- | -------- | ---------------------- | ------------------ |
| Berlin        | Berlini Nemzetközi Filmfesztivál (Berlinale) | 1951     | február                | Arany Medve        |
| Moszkva       | Moszkvai Nemzetközi Filmfesztivál            | 1935     | április                | Arany Szent György |
| Cannes        | Cannes-i Fesztivál                           | 1946     | május                  | Arany Pálma        |
| Sanghaj       | Sanghaji Nemzetközi Filmfesztivál            | 1993     | június                 | Arany Serleg       |
| Karlovy Vary  | Karlovy Vary-i Nemzetközi Filmfesztivál      | 1946     | június / július        | Kristály Glóbusz   |
| Locarno       | Locarnói Nemzetközi Filmfesztivál            | 1946     | augusztus              | Arany Leopárd      |
| Montréal      | Montréali Nemzetközi Filmfesztivál           | 1977     | augusztus / szeptember | Amerika Nagydíj    |
| Velence       | Velencei Nemzetközi Filmfesztivál            | 1932     | augusztus / szeptember | Arany Oroszlán     |
| San Sebastián | San Sebastián-i Nemzetközi Filmfesztivál     | 1953     | szeptember             | Arany Kagyló       |
| Tokió         | Tokiói Nemzetközi Filmfesztivál              | 1985     | október                | Tokiói Nagydíj     |
| Varsó         | Varsói Nemzetközi Filmfesztivál              | 1985     | október                | Varsói Nagydíj     |
| Goa           | Indiai Nemzetközi Filmfesztivál              | 1952     | november               | Arany Páva         |
| Mar del Plata | Mar del Plata-i Nemzetközi Filmfesztivál     | 1954     | november               | Arany Astor        |
| Tallinn       | Tallinni Fekete Éjszakák Filmfesztivál       | 1997     | november               | Tallinni Nagydíj   |
| Kairó         | Kairói Nemzetközi Filmfesztivál              | 1976     | november / december    | Arany Piramis      |

## Fordítás
Ez a szócikk részben vagy egészben  a   Film festival című angol Wikipédia-szócikk fordításán alapul.  Az eredeti cikk szerkesztőit annak laptörténete sorolja fel. Ez a jelzés csupán a megfogalmazás eredetét és a szerzői jogokat jelzi, nem szolgál a cikkben szereplő információk forrásmegjelöléseként.